# Beiuș
Beiuș je rumunské město v župě Bihor. V roce 2011 zde žilo 10 667 obyvatel. Administrativní součástí města je i vesnice Delani.